# Androni Giocattoli-Sidermec/Saison 2015
Diese Liste beschreibt die Mannschaft und die Erfolge des Radsportteams Androni Giocattoli-Sidermec in der Saison 2015.

## Saison 2015

### Erfolge in der UCI America Tour
In der Saison 2015 gelangen dem Team nachstehende Erfolge in der UCI America Tour.
| Datum      | Rennen                                                | Kat. | Sieger            |
| ---------- | ----------------------------------------------------- | ---- | ----------------- |
| 13. Januar | 5. Etappe Vuelta al Táchira                           | 2.2  | Carlos Gálviz     |
| 17. Juni   | 6. Etappe Vuelta a Venezuela                          | 2.2  | Francesco Chicchi |
| 26. Juni   | Venezolanische Meisterschaft – Einzelzeitfahren (U23) | CN   | Yonder Godoy      |
| 26. Juni   | Venezolanische Meisterschaft – Einzelzeitfahren       | CN   | Yonder Godoy      |

### Erfolge in der UCI Europe Tour
In der Saison 2015 gelangen dem Team nachstehende Erfolge in der UCI Europe Tour.
| Datum    | Rennen                                      | Kat. | Sieger            |
| -------- | ------------------------------------------- | ---- | ----------------- |
| 28. März | 3. Etappe Settimana Internazionale          | 2.1  | Francesco Chicchi |
| 27. Juni | Rumänische Meisterschaft – Einzelzeitfahren | CN   | Serghei Țvetkov   |
| 28. Juni | Rumänische Meisterschaft – Straßenrennen    | CN   | Serghei Țvetkov   |
| 2. Juli  | 1. Etappe Sibiu Cycling Tour                | 2.1  | Oscar Gatto       |
| 4. Juli  | 3. Etappe Sibiu Cycling Tour                | 2.1  | Alessio Taliani   |
| 5. Juli  | 4. Etappe Sibiu Cycling Tour                | 2.1  | Oscar Gatto       |

### Abgänge – Zugänge
| Zugänge           | Team 2014               | Abgänge            | Team 2015                  |
| ----------------- | ----------------------- | ------------------ | -------------------------- |
| Davide Appollonio | AG2R La Mondiale        | Diego Rosa         | Astana Pro Team            |
| Oscar Gatto       | Cannondale              | Manuel Belletti    | Southeast                  |
| Francesco Chicchi | Neri Sottoli            | Johnny Hoogerland  | Roompot Oranje Peloton     |
| Fabio Taborre     | Neri Sottoli            | Antonio Parrinello | D’Amico Bottecchia         |
| František Padour  | Team NetApp-Endura      | Carlos Ochoa       | Gobernación de Yaracuy AGV |
| Simone Stortoni   | Amore & Vita-Selle SMP  | Nicola Testi       | Team Cicli Taddei          |
| John Bohn Ebsen   | CCN Cycling Team        | Kenny van Hummel   | Karriereende               |
| Marco Benfatto    | Continental Team Astana | Omar Bertazzo      | Unbekannt                  |
| Serghei Țvetkov   | Jelly Belly-Maxxis      | Matteo Di Serafino | Unbekannt                  |
| Carlos Giménez    | Neoprofi                | Patrick Facchini   | Unbekannt                  |
| Alberto Nardin    | Neoprofi                |                    |                            |

### Mannschaft

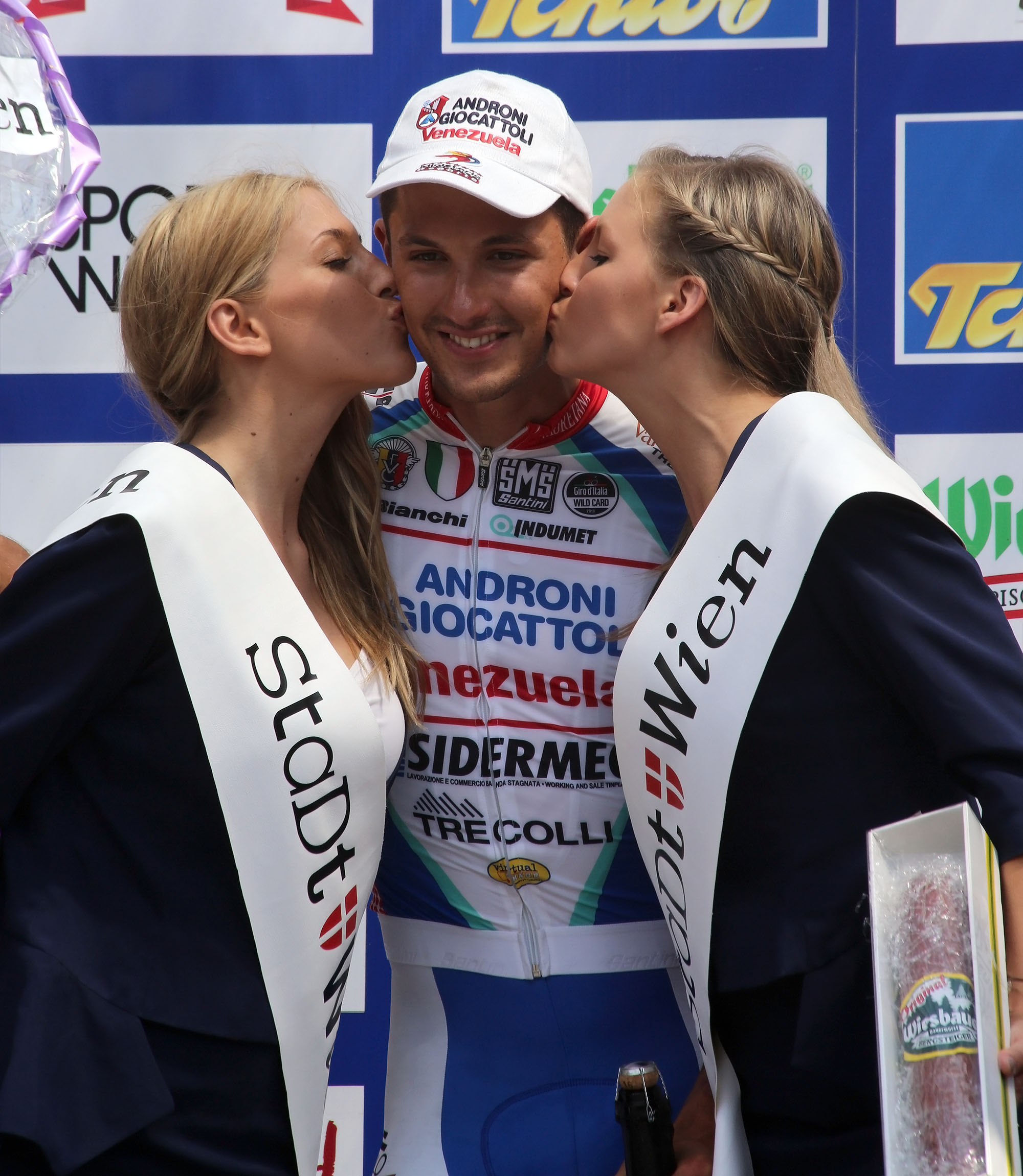
Omar Bertazzo, Sieger der letzten Etappe der Österreich-Rundfahrt 2013

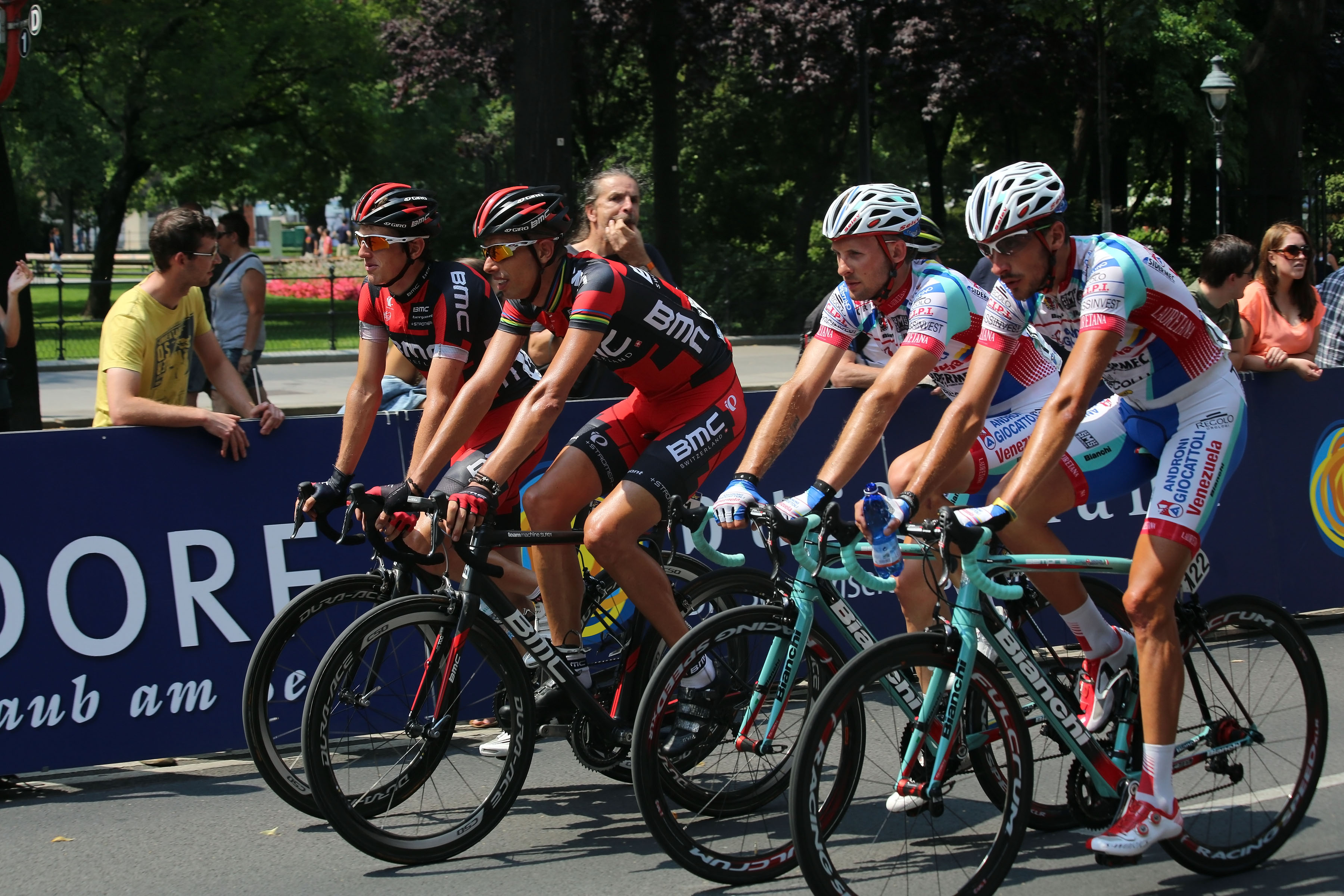
Riccardo Chiarini (ganz rechts) und Marco Frapporti (Österreich-Rundfahrt 2013)

| Name                 | Geburtstag           | Nationalität |              |
| -------------------- | -------------------- | ------------ | ------------ |
| Davide Appollonio    | 2. Juni 1989         | Italien      |              |
| Marco Bandiera       | 12. Juni 1984        | Italien      |              |
| Marco Benfatto       | 6. Januar 1988       | Italien      |              |
| Francesco Chicchi    | 27. November 1980    | Italien      |              |
| Tiziano Dall’Antonia | 26. Juli 1983        | Italien      |              |
| John Bohn Ebsen      | 15. November 1988    | Dänemark     |              |
| Marco Frapporti      | 30. März 1985        | Italien      |              |
| Carlos Gálviz        | 27. Oktober 1989     | Venezuela    |              |
| Oscar Gatto          | 1. Januar 1985       | Italien      |              |
| Carlos Giménez       | 7. Mai 1995          | Venezuela    |              |
| Yonder Godoy         | 19. April 1993       | Venezuela    |              |
| Alberto Nardin       | 30. April 1990       | Italien      |              |
| František Padour     | 19. Januar 1988      | Tschechien   |              |
| Franco Pellizotti    | 15. Januar 1978      | Italien      |              |
| Jackson Rodríguez    | 25. Februar 1985     | Venezuela    |              |
| Emanuele Sella       | 9. Januar 1981       | Italien      |              |
| Simone Stortoni      | 7. Juli 1985         | Italien      |              |
| Fabio Taborre        | 5. Juni 1985         | Italien      |              |
| Alessio Taliani      | 11. Oktober 1990     | Italien      |              |
| Serghei Țvetkov      | 29. Dezember 1988    | Rumänien     |              |
| Gianfranco Zilioli   | 5. März 1990         | Italien      |              |
| Andrea Zordan        | 11. Juli 1992        | Italien      |              |
| Stagiaires           | Stagiaires           | Nationalität | Nationalität |
| Massimiliano Barbero | Massimiliano Barbero | Italien      |              |
| Mattia Viel          | Mattia Viel          | Italien      |              |
| Michele Viola        | Michele Viola        | Italien      |              |